# Vanessa Körndl
Vanessa Körndl, née le 23 juin 1997, est une taekwondoïste allemande.

## Biographie
Vanessa Körndl est médaillée d'argent dans la catégorie des moins de 67 kg aux Championnats du monde militaires de taekwondo 2018 à Rio de Janeiro ainsi que dans la catégorie des moins de 73 kg aux Jeux mondiaux militaires d'été de 2019 à Wuhan.
Elle obtient la médaille de bronze dans la catégorie des moins de 67 kg aux Championnats d'Europe pour catégories olympiques de taekwondo 2019 à Dublin ainsi qu'aux Championnats du monde féminins de taekwondo 2021 à Riyad.